# La Fuente (Santander)
La Fuente es un centro poblado bajo jurisdicción del municipio de Zapatoca, en el departamento colombiano de Santander.  
Tiene una población que se estima en cerca de 2000 pobladores[cita requerida]

## Reseña histórica
Se dice que los primeros pobladores llegaron hacia 1820 a la región conocida como Pao, y se trataba de los hermanos Guarín, hijos del patriarca Joaquín Guarín, natural de Simacota. Los tres hermanos se habrían casado con tres hermanas de apellido Duarte; uniones de las que procedería un gran número de familias que actualmente pueblan la región. La fundación de este corregimiento se da con el inicio de la construcción de una capilla en el sector hoy conocido como la Calle Real. Por decreto con fecha del 27 de mayo de 1881, emanado del general Solón Wilches, fue oficialmente fundado este centro poblado, cambiando el nombre de "Pao" por el de “La Fuente”.

## Geografía
Se localiza en las estribaciones de la cuchilla de San Pablo, sobre la cordillera de los Yariguíes y el cañón del río Suárez, en la vía que de Zapatoca conduce hacia Galán y El Socorro. Es irrigada por la quebrada La Pao.

## Actividad productiva
Entre los productos agropecuarios se destacan el café, el tabaco y el maíz.

## Sitios de interés
- Balneario La Pao.
- Pozo Azufrado.
- Pozo Piedrones.
- Pozo León.
- Pozo del Amor.
- Cascadas del Batán.
- San Antonio en la roca.
- Templo parroquial.
- Altar de la Virgen de las Angustias.
- Ruta del Fósil.
- Camino real de Geo von Lengerke.
- Puente sobre el paso de los Ruedas.